# Siam Paragon

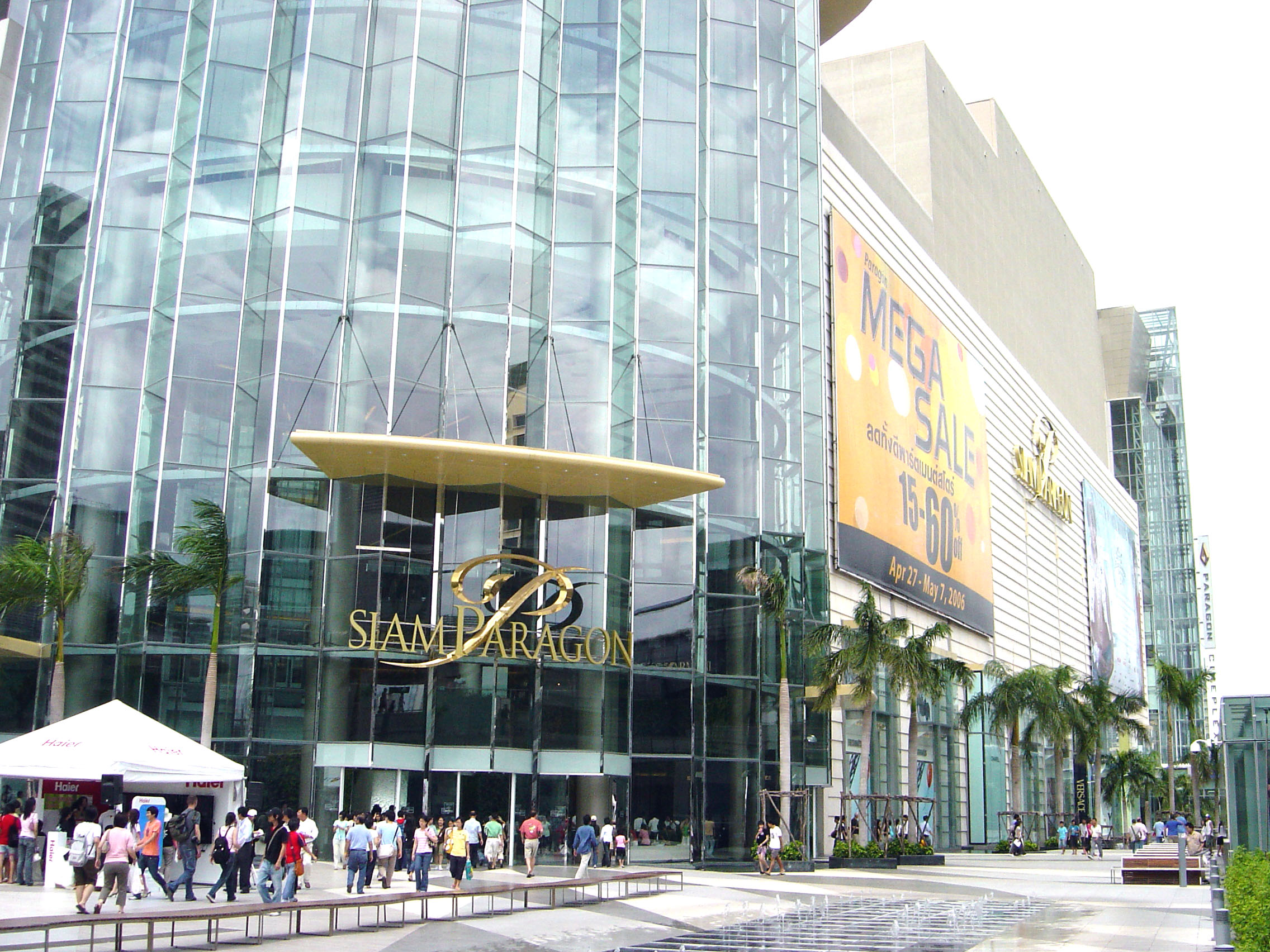
Siam Paragon

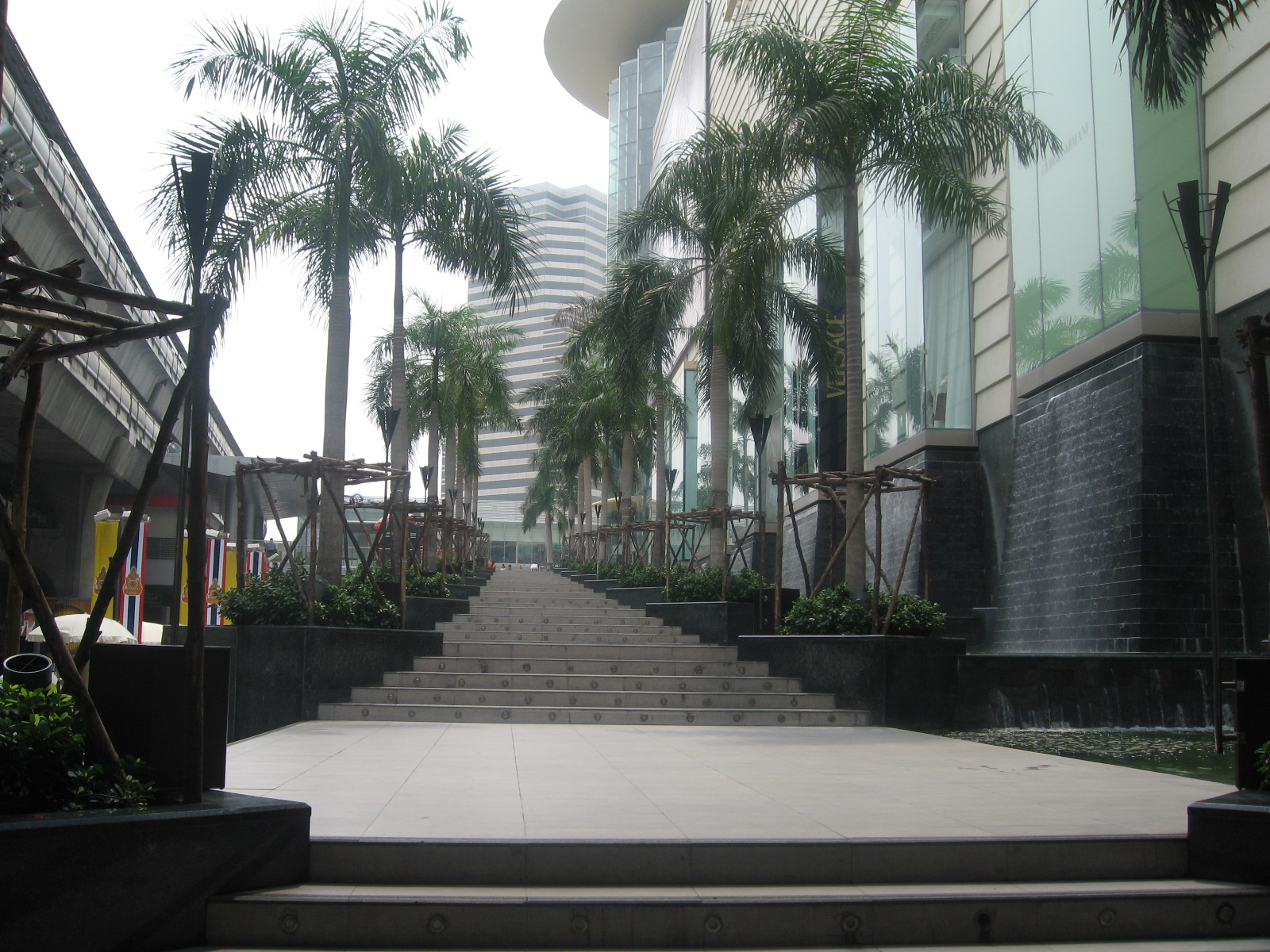
Siam Paragon

Siam Paragon (Thai: สยามพารากอน) is een groot winkelcomplex in het hart van Bangkok, Thailand.

## Beschrijving
Siam Paragon omvat ruim duizend winkels en talloze restaurants. Verder kan het winkelcomplex bogen op de grootste autoshowroom en het grootste juwelierscentrum en oceanarium van Azië.
Naast het winkelcentrum zijn vele andere winkelcentra gevestigd, zoals het Siam Discovery Center en Siam Center. Aan de overkant ligt Siam Square en een paar honderd meter verderop het MBK Center. De Skywalk verbindt het winkelcentrum met het even verderop gelegen CentralWorld en vele andere winkelcentra.
Siam Paragon is te bereiken met de Skytrain (Siam Station). Er is parkeerruimte voor 4000 auto's.

## Geschiedenis
Siam Paragon is gebouwd op een stuk grond waar eerder het Siam Intercontinental Hotel stond. Dit hotel werd in 2002 afgebroken. Het gebouw kostte 15 miljard baht.
Eind 2006 verloor Siam Paragon zijn titel van 'grootste winkelcomplex van Thailand' en werd het verderop gelegen CentralWorld (voorheen World Trade Center) het grootste winkelcentrum van het land.